# Sangmu
Sangmu (kinesiska: 桑木, 桑木镇) är en köpinghuvudort i Kina. Den ligger i provinsen Guizhou, i den sydvästra delen av landet, omkring 180 kilometer norr om provinshuvudstaden Guiyang. Sangmu ligger 1 179 meter över havet och antalet invånare är 16 316. Befolkningen består av 8 065 kvinnor och 8 251 män. Barn under 15 år utgör 27,0 %, vuxna 15-64 år 62 %, och äldre över 65 år 10,0 %.